# Janirella verrucosa
Janirella verrucosa är en kräftdjursart som beskrevs av Yakov Avadievich Birstein 1971. Janirella verrucosa ingår i släktet Janirella och familjen Janirellidae. Inga underarter finns listade i Catalogue of Life.